# East Midlands Allied Press
East Midlands Allied Press (Emap) est un regroupement d'éditeurs de presse régionale du centre de l'Angleterre à l'origine du groupe Emap. Emap est un éditeur de presse britannique spécialisé dans la presse magazine, la communication d'entreprise. Le groupe possède plusieurs  stations de radio et chaînes de télévision. La compagnie, créé en 1947 à la suite du regroupement de plusieurs éditeurs britanniques, est cotée au London Stock Exchange, la Bourse de Londres.

## Historique
En 2006, Emap Plc a vendu sa filiale française Emap France à l'italien Arnoldo Mondadori Editore. La nouvelle structure a été baptisée Mondadori France.

### Identité visuelle (logo)

Ancien logo d'Emap
Actuel logo d'Emap

## Présentation
Emap est divisé en quatre entités :
- Emap Consumer Media (magazines) :  édition de magazines grand public (environ 130 titres dans le monde) ;
- Empa Communications : communication professionnelle (200 événements, magazines et conférences destinés au secteur commercial dans le monde) ;
- Emap Radio : exploitation de stations de radio et de télévision au Royaume-Uni ;
- Emap Advertising (publicité).

Emap a entamé en 2007 un démantèlement de ses activités en cédant les activités grand public au groupe allemand Bauer et sa branche professionnelle au Guardian

## Annexe